# Habronattus brunneus
Habronattus brunneus là một loài nhện trong họ Salticidae.
Loài này thuộc chi Habronattus và được Elizabeth Maria Gifford Peckham & George William Peckham miêu tả khoa học lần đầu tiên năm 1901.